# 遠藤俊英
遠藤 俊英（えんどう としひで、1959年1月27日-）は、日本の官僚。第10代金融庁長官。2023年より、ソニーフィナンシャルグループ社長兼最高経営責任者（CEO）。山梨県生まれ。

## 経歴
甲府市立南西中学校卒業。山梨県立甲府南高等学校卒業。1982年東京大学法学部卒業。国家公務員上級試験（法律）を受け、旧大蔵省（現財務省）入省。入省同期に、前財務事務次官 福田淳一、前国税庁長官 佐川宣寿、元国税庁長官 迫田英典、元税務大学校長 田中修、参議院議員 片山さつきなどがいる。
1984年英国ロンドン大学に留学（経済学修士）。2002年金融庁証券取引等監視委員会特別調査課長、2004年監督局参事官、2005年監督局銀行第一課長、2007年総務企画局参事官兼信用制度参事官、2008年検査局総務課長、2009年総務企画局総務課長、2010年監督局参事官、2011年監督局審議官、2013年6月総務企画局審議官兼財務省関東財務局金融商品取引所監理官、2014年7月検査局長、2015年7月より金融庁監督局長。2018年7月金融庁長官。長官就任後も自宅がある長野県軽井沢から片道2時間かけて通勤している。2020年7月金融庁長官退任。2020年11月ソニーシニアアドバイザー就任。2020年11月リッキービジネスソリューション顧問就任。2022年ディーカレットDCP取締役、アイ・アールジャパンホールディングス調査委員会委員。2023年6月23日付で、ソニーフィナンシャルグループ代表取締役社長兼最高経営責任者（CEO）、ソニーフィナンシャルベンチャーズ代表取締役社長、ソニー銀行取締役、ソニー損害保険取締役、ソニー・ライフケア取締役。

## 略年譜
- 1981年（昭和56年）10月 国家公務員上級（法律）合格[1]
- 1982年（昭和57年）03月 東京大学 法学部卒業（法学士）
- 1982年（昭和57年）04月 大蔵省入省（主計局 総務課）
- 1983年（昭和58年）04月 主計局 調査課
- 1984年（昭和59年）06月 英国ロンドン大学（LSE）留学（経済学修士）
- 1986年（昭和61年）07月 大臣官房 秘書課 財務官室付主任[13]
- 1988年（昭和63年）07月 広島国税局 米子税務署長
- 1989年（平成元年）07月 国税庁 長官官房 総務課 国際業務室 課長補佐（国際業務一）[14]
- 1990年（平成02年）07月 銀行局 銀行課 課長補佐（外国業務）[15]
- 1991年（平成03年）06月 銀行局 銀行課 課長補佐（長銀、信託）[14]
- 1992年（平成04年）07月 主税局 国際租税課 課長補佐（総括）[14]
- 1993年（平成05年）07月 主税局 調査課 課長補佐（総括、内閣調査）[14]
- 1994年（平成06年）07月 主税局 税制第一課 課長補佐（所得税）[14]
- 1996年（平成08年）07月 主税局 総務課 課長補佐（総括）[14]
- 1997年（平成09年）07月 大臣官房 調査企画課 課長補佐（総括）[14]
- 1998年（平成10年）06月 国際通貨基金(IMF)アジア太平洋局審議役
- 2000年（平成12年）010月 国際通貨基金(IMF)財政局審議役
- 2002年（平成14年）07月 金融庁 証券取引等監視委員会 特別調査課長
- 2004年（平成16年）07月 監督局 担当 参事官
- 2004年（平成16年）011月 兼 コングロマリット室担当参事官 兼 国際監督室長
- 2005年（平成17年）08月 監督局 銀行第1課長
- 2007年（平成19年）07月 総務企画局 参事官 兼 信用制度参事官
- 2008年（平成20年）07月 検査局 総務課長
- 2009年（平成21年）07月 総務企画局 総務課長
- 2010年（平成22年）07月 監督局 参事官（銀 2、保険、協金、対応室 等 担当）
- 2011年（平成23年）08月 監督局 審議官（銀 1、保険､バーゼル基準、企画 等 担当）
- 2012年（平成24年）08月 監督局 審議官（銀 1、証券、バーゼル基準、企画 等 担当）
- 2013年（平成25年）06月 総務企画局 審議官（企画、市場、官房 担当）兼 財務省関東財務局金融商品取引所監理官
- 2014年（平成26年）07月 検査局長
- 2015年（平成27年）07月 監督局長
- 2018年（平成30年）07月 金融庁長官
- 2020年（令和02年）07月 金融庁長官退任
- 2020年（令和02年）011月 ソニー シニアアドバイザー、富国生命 顧問[16]
- 2020年（令和02年）011月 リッキービジネスソリューション株式会社 顧問、ジンテック 顧問、トパーズアドバイザリー 顧問[17]
- 2021年（令和03年）01月 東京海上日動火災保険 顧問[18]。
- 2021年（令和03年）03月 ディーカレット 特別顧問[19]、弁護士法人瓜生・糸 賀法律事務所 顧問、タイグロンパートナーズ 顧問[18]
- 2021年（令和03年）05月 KPMG税理士法人 特別顧問[20]
- 2021年（令和03年）010月 justInCase アドバイザリーボードメンバー[21]
- 2023年（令和05年）06月 ソニーフィナンシャルグループ代表取締役社長兼最高経営責任者（CEO）[2]、ソニーフィナンシャルベンチャーズ代表取締役社長、ソニー銀行取締役、ソニー損害保険取締役、ソニー・ライフケア取締役[12]

※1997年までの省名がないものは大蔵省を指す。2002年以降は金融庁を指す。

## 著書
- （日下智晴、玉木淳と共著）「地銀改革史−回転ドアで見た金融自由化、金融庁、そして将来−」 日経BP 2023年